# Keuken van de Savoie

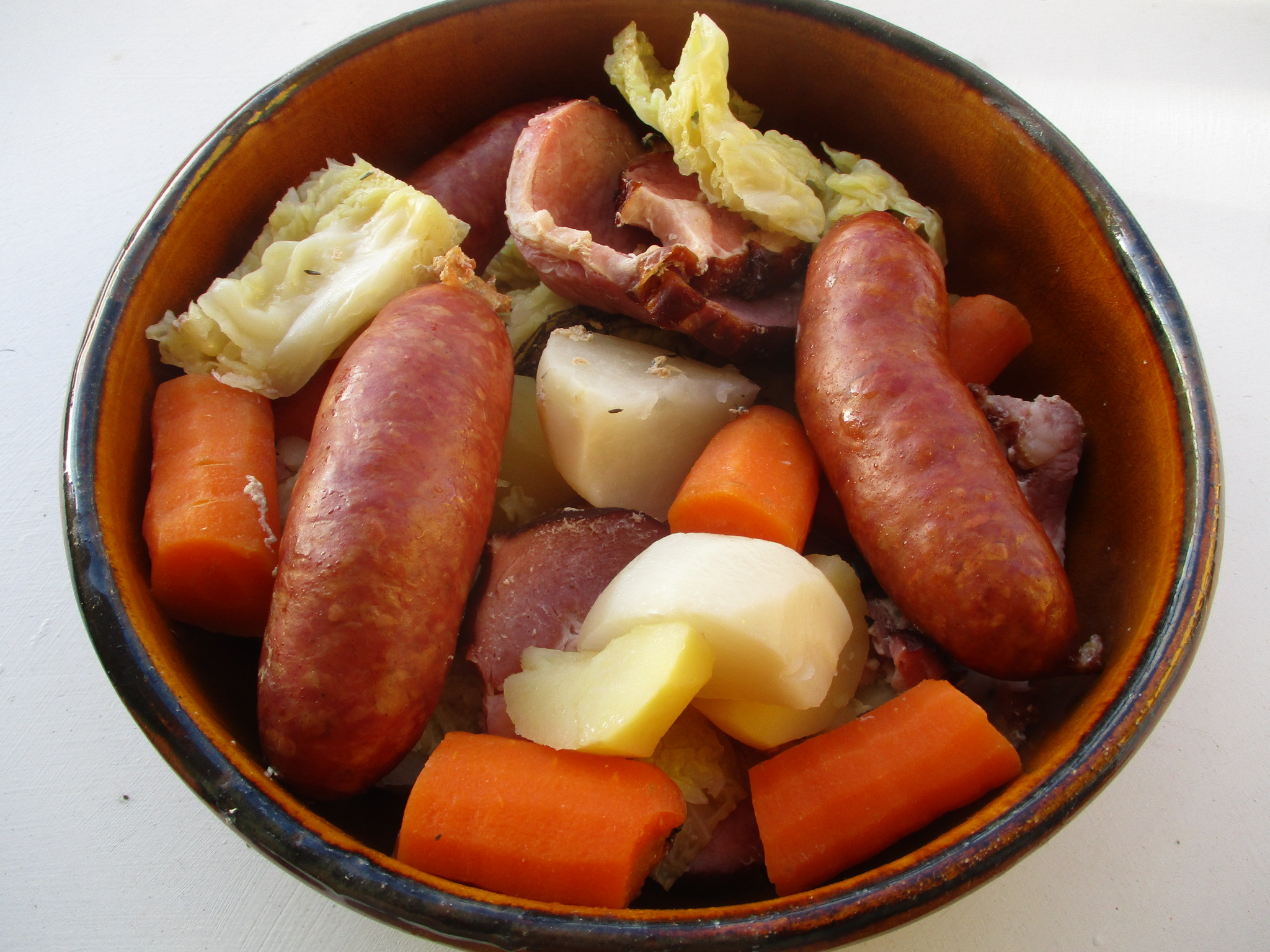
De potée savoyarde is de lokale variant op een potée. Typisch voor de Savoie is het gebruik van aardappelen en vleeswaren.

De keuken van de Savoie is de wijze waarop gekookt wordt in de Savoie, een landstreek in het zuidoosten van Frankrijk die een deel van de westelijke Alpen beslaat. De traditionele Savoyaardse keuken wordt gekenmerkt door eenvoud en lokale producten. Er wordt veel gekookt met aardappel, kaas en vleeswaren. Net zoals in de Italiaanse keuken – de Savoie grenst aan het Aostadal – zijn pasta en polenta vaste kost. Veel gerechten uit de nationale Franse keuken of uit andere streekkeukens zijn intussen ook ingeburgerd in de Savoie. In de 20e eeuw hebben verschillende bereidingen uit andere Alpenstreken zich door het wintersporttoerisme verbreid naar de Savoie.

## Gerechten

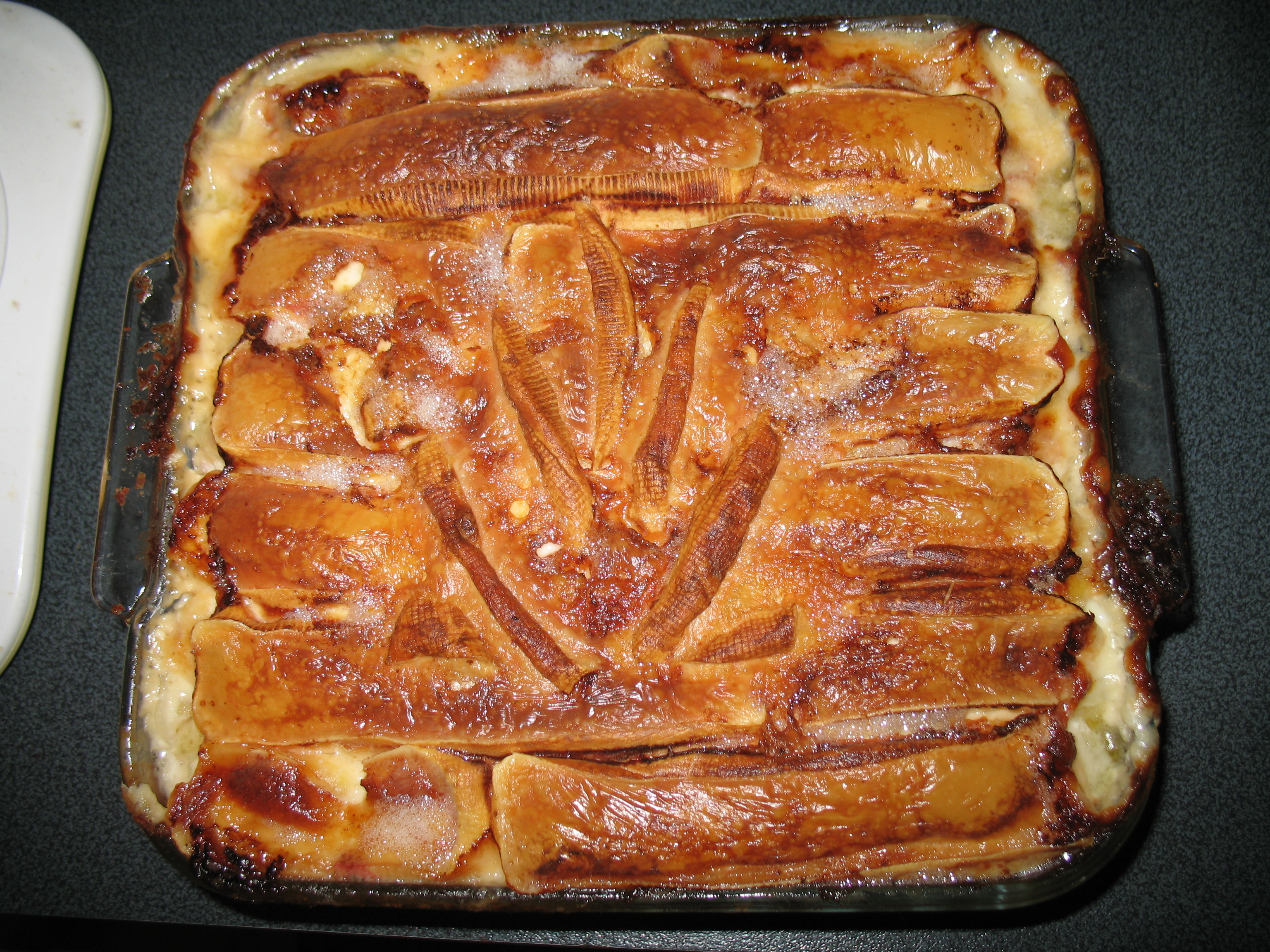
Het ovengerecht tartiflette wordt belegd met plakjes reblochonkaas.

- Beignet de pommes de terre
- Berthoud
- Caïon
- Croûte au fromage
- Croziflette
- Diots au vin blanc
- Diots aux crozets
- Farçon
- Filet van baars of kleine marene
- Kaasfondue[1]
- Gratin de crozets
- Gratin savoyard
- Matafan
- Matouille
- Omelette savoyarde
- Raclette[1]
- Péla
- Poêlée montagnarde
- Polenta
- Potée savoyarde
- Taillerins
- Tartiflette[1]

## Kazen

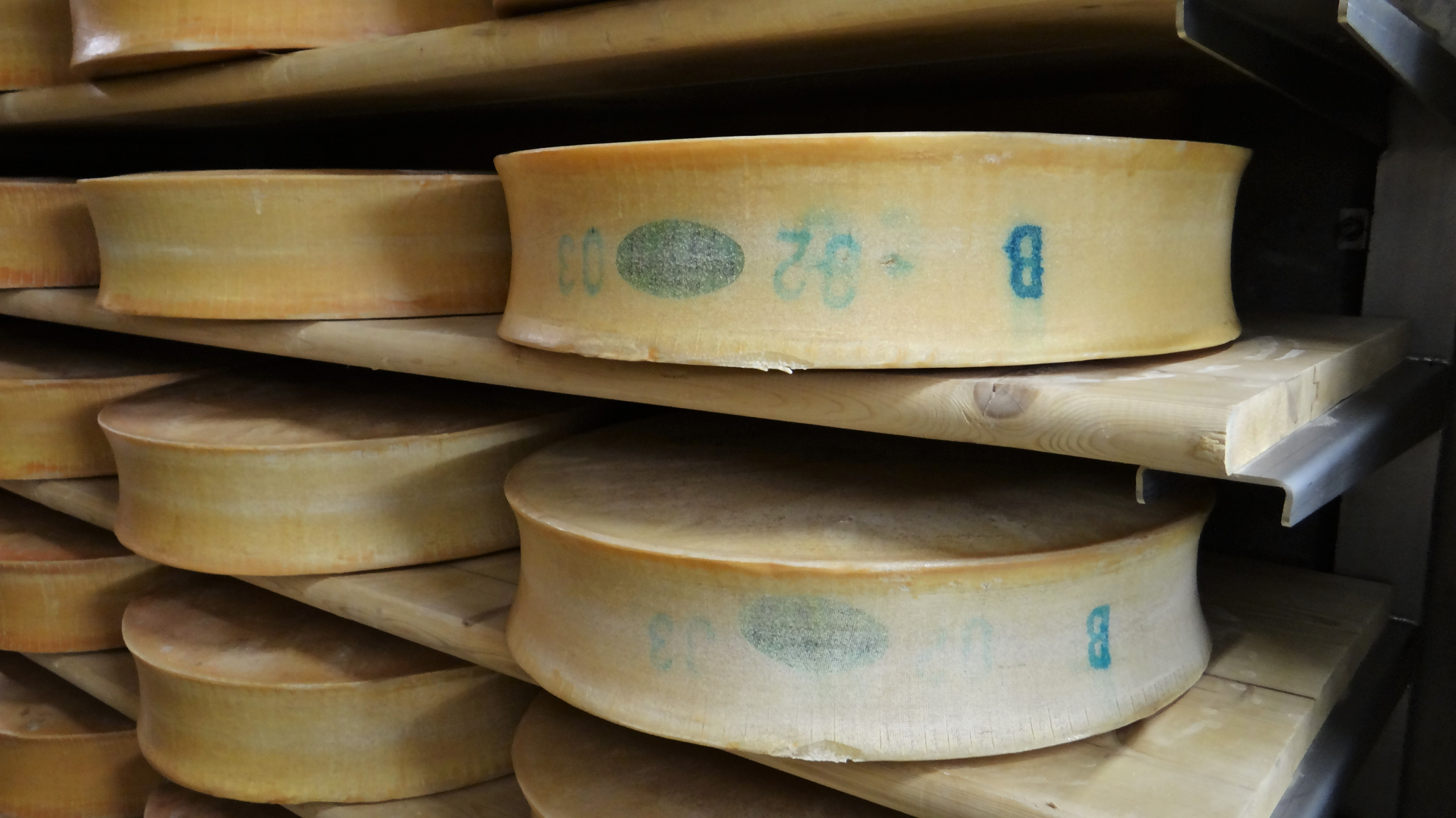
Rijpende wielen Beaufort, een harde koeienkaas met AOC-kenmerk

- Abondance[1]
- Beaufort[1]
- Bleu de Sainte-Foy
- Bleu de Termignon
- Brebis de Bersend
- Chevrotin
- Emmental de Savoie
- Grataron du Beaufortain
- Raclette de Savoie
- Persillé des Aravis
- Reblochon[1]
- Rigotte de Sainte-Colombe
- Sérac
- Tamié[1]
- Thollon
- Tome des Bauges[1]
- Tomme de chèvre de Savoie
- Tomme de Savoie[1]
- Tomme forte de Savoie
- Tommette de Domessin
- Vacherin d'Abondance
- Vacherin de Savoie[1]

## Vleeswaren

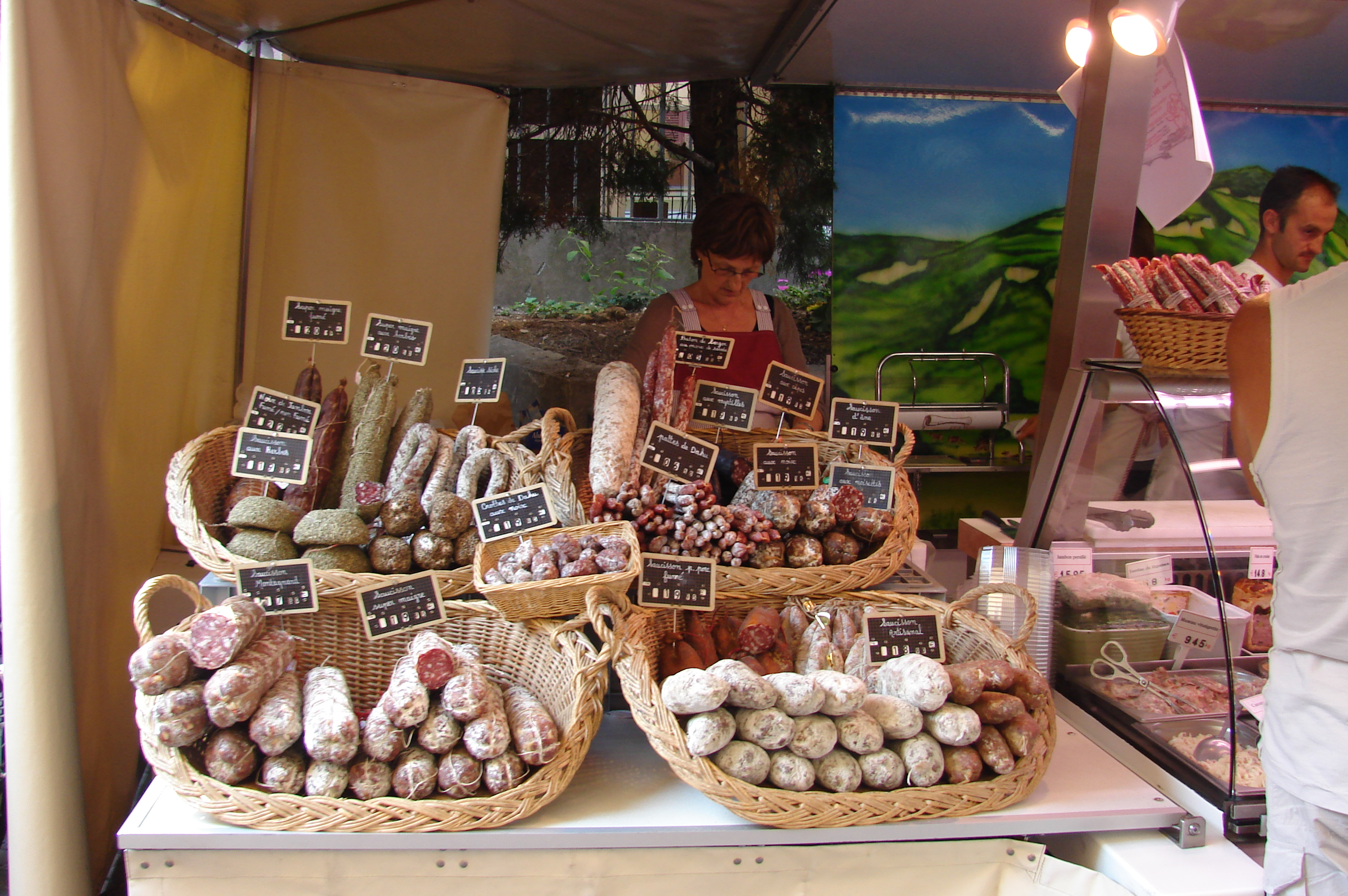
Marktkraam in Annecy met allerlei droge worsten (saucissons)

- Atriaux
- Diot
- Longeole
- Pormonaise
- Saucisson (droge worst)

## Nagerechten en gebak

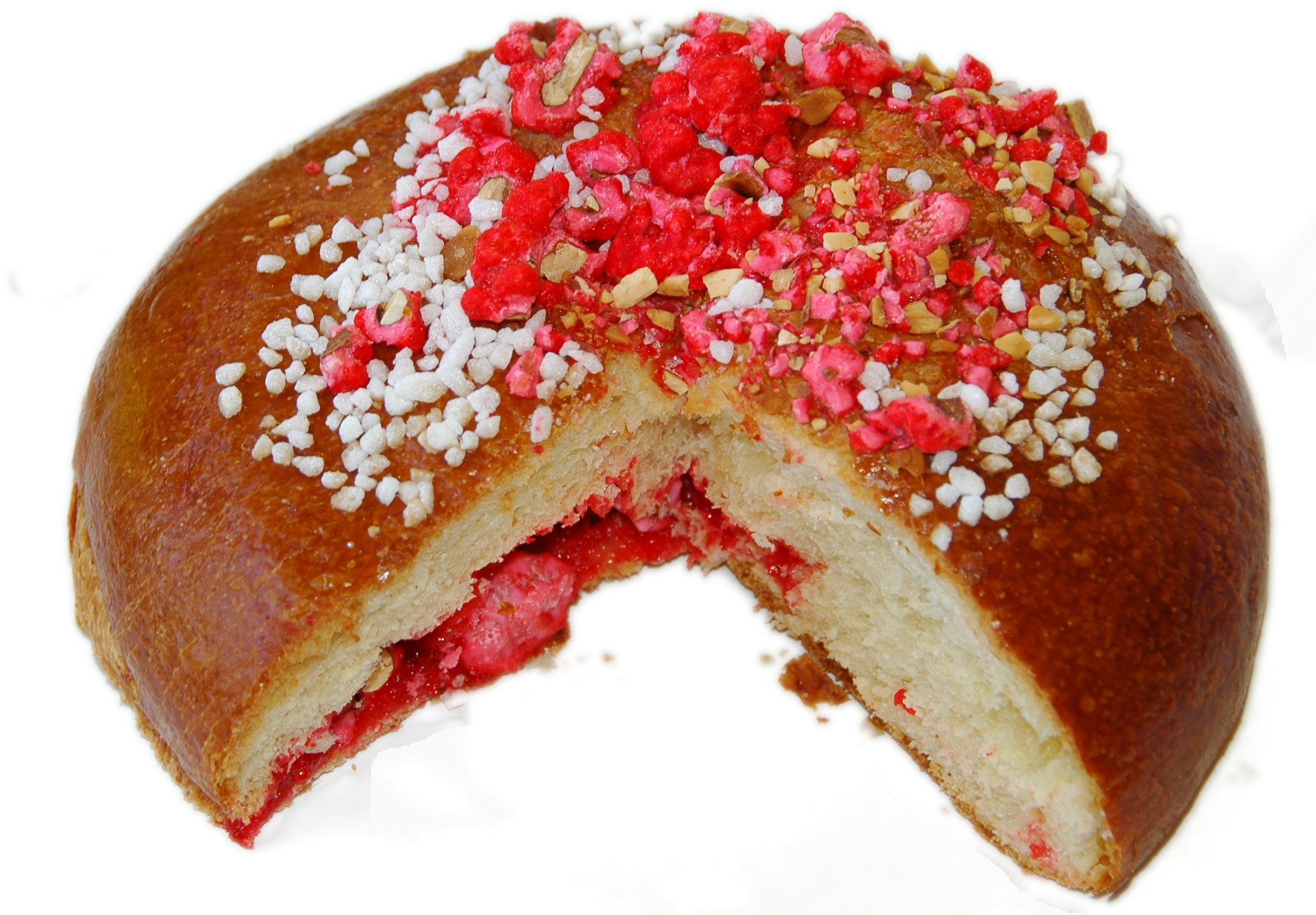
Een brioche de Saint-Genix is een ronde brioche met roze praline erin en erop.

- Bescoin
- Bosbessentaart
- Brioche de Saint-Genix[1]
- Bugne
- Chocoladetruffel[2]
- Confiture de lait
- Croquants de Savoie
- Croix de Savoie
- Cruche savoyarde
- Épogne
- Gâteau de Mégève[1]
- Gâteau de Savoie[1]
- Pain de Modane
- Prarion
- Rioute
- Rissole
- Rzules
- Sabayon

## Dranken

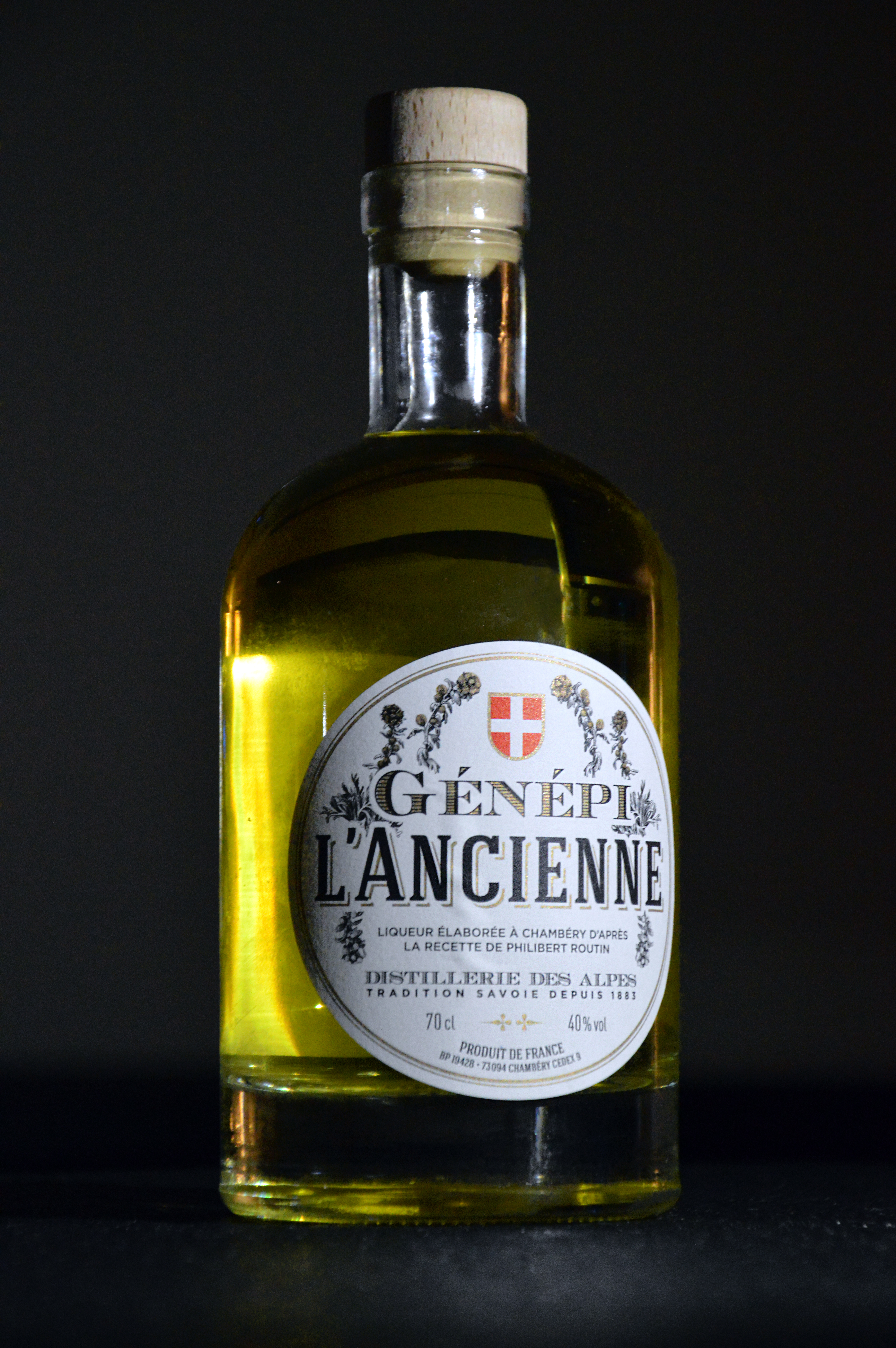
Génépi is een kruidenlikeur op basis van alsem.

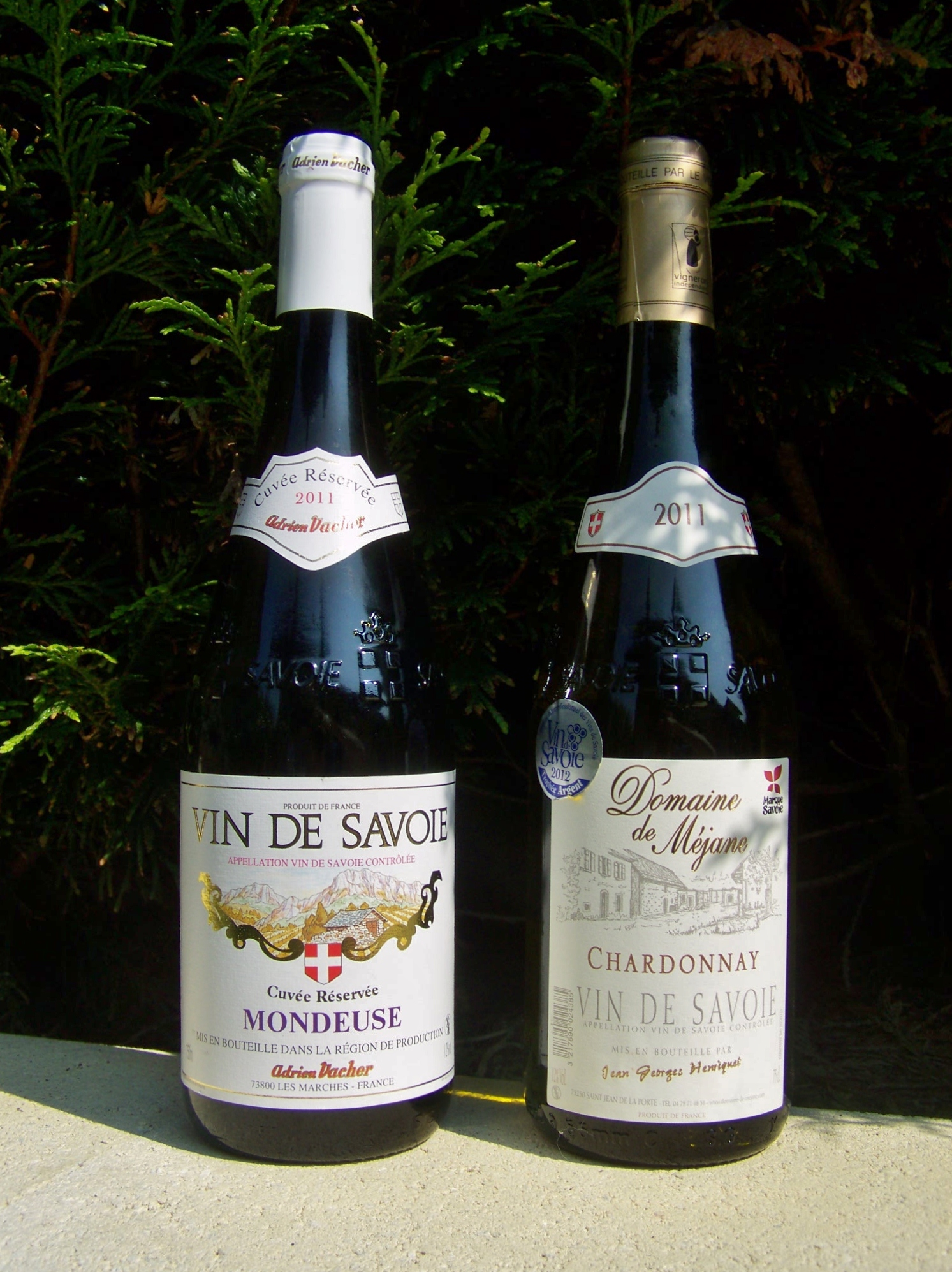
Rode en witte wijn uit de Savoie

- Chèvre
- Eau-de-vie de gentiane
- Génépi
- Liqueur des Aravis
- Marc de Savoie
- Vermouth savoyard

### Wijnen
- Roussette de Savoie (AOC)
- Seyssel (AOC)
- Vin des Allobroges (IGP)
- Vin de Savoie (AOC)
  - Abymes
  - Apremont
  - Arbin
  - Ayze
  - Chautagne
  - Chignin
  - Chignin-Bergeron
  - Crépy
  - Cruet
  - Frangy
  - Jongieux
  - Marignan
  - Marin
  - Montmélian
  - Ripaille
  - Saint-Jean-de-la-Porte
  - Saint-Jeoire-Prieuré